# 空気エンジン
空気エンジン（くうきエンジン、英: compressed air engine）は、空気圧で作動する原動機である。

## 概要
内燃機関、電気モータ等の別の動力源によって空気を圧縮してボンベに蓄え、この圧縮空気の圧力を機械的な仕事として取り出すものである。2世紀以上の歴史があり、小型の携帯型タービンから数百馬力以上のものまで広範囲に使用されている。いくつかの形式はピストンとシリンダー型でタービン式もある。ピストン式は低回転でのトルクが大きい。タービン式は高速回転に適している。大型の動力装置としての空気エンジンは空気の膨張時に周囲の熱を奪い結露・凍結や出力低下の問題を起こすことから熱交換機を使って温める機構を持っていることが多い。
排気が空気のみであるため鉱山等火気厳禁の場所や空気量の限られた内燃機関が使用できない場所などで使う目的で無火機関車や魚雷などに用いられてきたが、現代では電気駆動の方がメリットが大きくなり使用されなくなった。
なお、何らかの燃料を燃焼させて空気を暖めるものについては、熱空気機関という呼称で別に扱われる。

## 工具

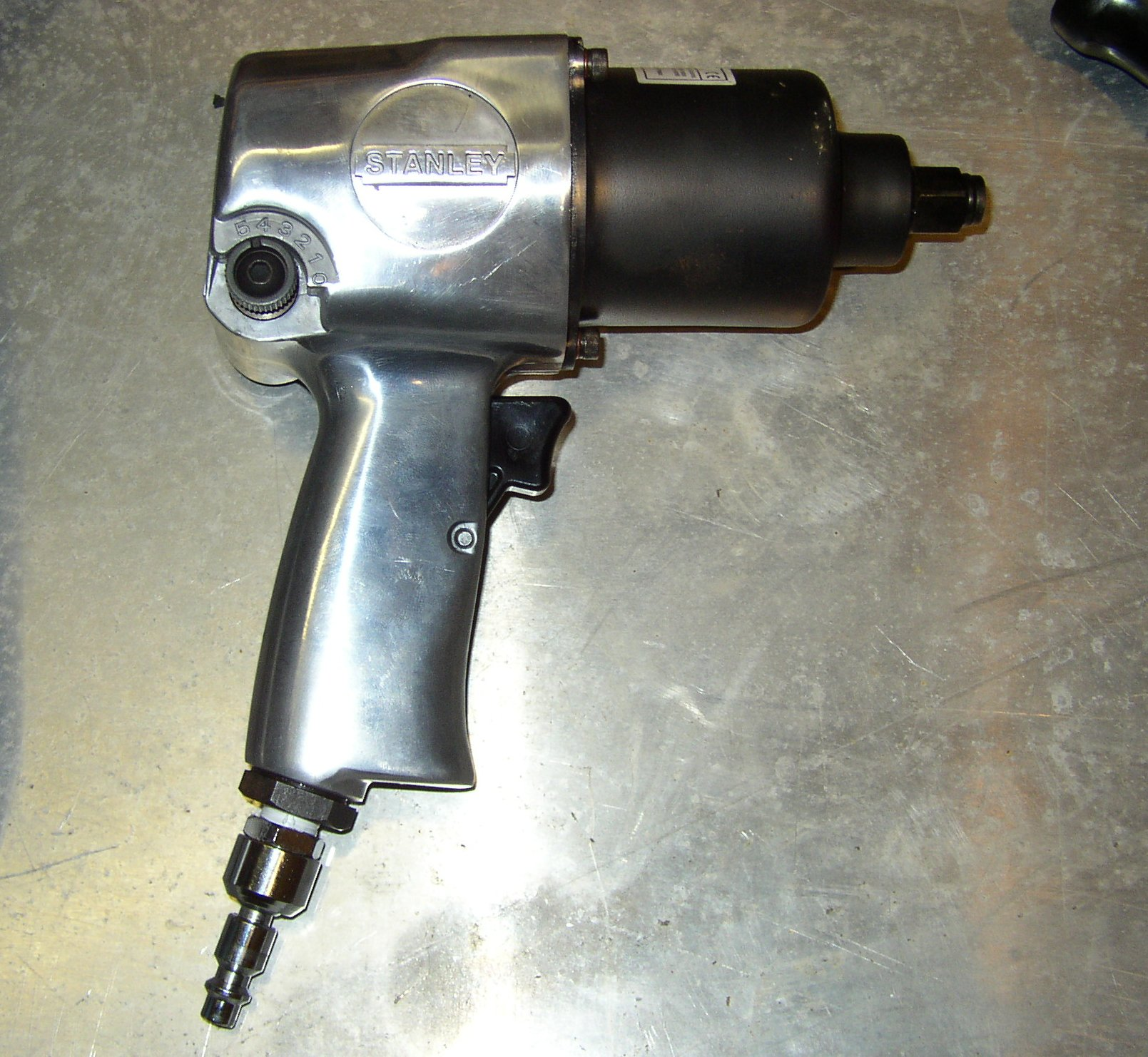
エアインパクトレンチ

インパクトレンチやドリル、歯科用ドリルや気圧式工具は空気エンジンまたは空気モーターを使用する。欠点として高圧空気の排気による騒音が大きく、また歯科用ドリルではタービンの甲高い音が患者に不快感を与えるとして使用されなくなってきている。

## 魚雷
初期の成功した自航式魚雷はほとんどが高圧空気を使用していたが、出力向上の限界に達し、内燃機関や電気モーターに取って代わられた。

## 鉄道
圧縮空気式の路面電車や入換機関車や鉱山での機関車が電車に置き換えられるまで使用された。3段膨張式空気エンジンには空気の熱を交換するようになっていた。空気圧で動作する機関車は圧縮空気式機関車やエアーロコなどと呼ばれ、無火機関車（ファイアレス）の一種とされている。